# Siège de Breslau
Pour les articles homonymes, voir Breslau (homonymie).
Seconde Guerre mondiale
Batailles
Front de l’Est

Prémices :
- Campagne de Pologne
- Guerre d’Hiver

Guerre germano-soviétique :
- 1941 : L'invasion de l'URSS

- Opération Barbarossa

Front nord : 
- Guerre de Continuation
- Opération Silberfuchs
- Siège de Léningrad

Front central : 
- 2e bataille de Brest-Litovsk
- Bataille de Białystok–Minsk
- 1re bataille de Smolensk
- Bataille de Kiev

Front sud : 
- Siège d'Odessa
- Campagne de Crimée

- 1941-1942 : La contre-offensive soviétique

Front nord : 
- Poche de Demiansk
- Poche de Kholm

Front central : 
- Bataille de Moscou

Front sud : 
- Seconde bataille de Kharkov

- 1942-1943 : De Fall Blau à 3e Kharkov

Front nord : 
- Offensive de Siniavino
- Opération Iskra
- Bataille de Krasny Bor
- Opération Poliarnaïa Zvezda

Front central : 
- Opération Mars

Front sud : 
- Bataille du Caucase (opération Fall Blau)
- Bataille de Stalingrad
- Opération Uranus
- Opération Saturne
- Offensive d'Ostrogojsk-Rossoch
- Offensive de Voronej-Kastornoe
- Opération Gallop
- Opération Étoile
- Troisième bataille de Kharkov

- 1943-1944 : Libération de l'Ukraine et de la Biélorussie

Front central : 
- 2e bataille de Smolensk
- Opération Bagration

Front sud : 
- Bataille de Koursk
- Bataille du Dniepr
- Offensive Dniepr-Carpates
- Offensive de Crimée
- Offensive de Lvov-Sandomir

- 1944-1945 : Campagnes d'Europe centrale et d'Allemagne

Allemagne : 
- Offensive Vistule-Oder
- Offensive de Poméranie orientale
- Siège de Breslau
- Offensive de Prusse-Orientale
- Bataille de Königsberg
- Bataille de Seelow
- Bataille de Bautzen
- Bataille de Berlin
- Capitulation allemande

Front nord et Finlande : 
- Guerre de Laponie
- Offensive Leningrad-Novgorod
- Bataille de Narva

Europe orientale : 
- Opération Margarethe
- Insurrection de Varsovie
- Soulèvement national slovaque
- Opération Panzerfaust
- Bataille de Budapest
- Opération Frühlingserwachen
- Offensive de Vienne
- Insurrection de Prague
- Offensive de Prague
- Bataille de Slivice

Front d’Europe de l’Ouest

Campagnes d'Afrique, du Moyen-Orient et de Méditerranée

Bataille de l’Atlantique

Guerre du Pacifique

Guerre sino-japonaise

Théâtre américain
Le siège de Breslau est un siège qui opposa l'Armée rouge à la Wehrmacht en 1945 à Breslau (aujourd'hui Wrocław) et ses alentours. Il débute le 15 février 1945 et se termine le 6 mai 1945 par la reddition de la garnison allemande.

## Contexte historique

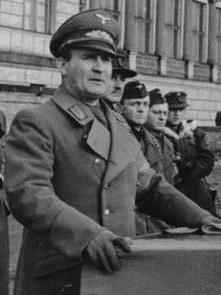
Le Gauleiter Karl Hanke, à Breslau en février 1945.

Depuis 1941, Karl Hanke est Gauleiter de Silésie et tient la ville de Breslau d'une main de fer (plus de mille pendaisons). Le 25 août 1944, Hitler le nomme chef de la défense de la forteresse (Kampfkommandant) de Breslau. Plusieurs autres villes de l'Est sont élevées au rang de forteresse le même jour car la poussée soviétique de l'été les amènent à seulement 500 km de Berlin. Au total, six lignes sont créées. Breslau fait partie de la ligne B3 qui suit le cours du fleuve Oder.
Le Kampfkommandant donne alors des consignes pour la mise en place d'une défense en conformité avec les principes de la guerre totale, proclamée par Goebbels, mais sans rapport avec les forces militaires disponibles. Durant le siège, il n'hésite pas à faire pendre des membres du conseil municipal pour défaitisme.
À partir du 19 janvier 1945, une grande partie des habitants est évacuée vers le cœur du Reich, majoritairement vers Dresde ; ces évacuations se font à pied, à la suite des injonctions lancées le 21 janvier par des haut-parleurs. Les habitants traversent l'Oder gelée à pied.

## Commandants de la garnison allemande
- Hans von Ahlfen : du 2 février au 27 février 1945

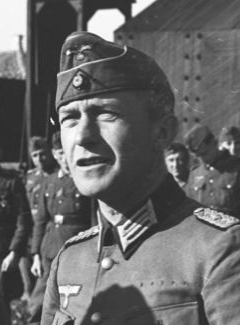
Hans von Ahlfen (1897-1966) qui commanda la garnison avant d'être relevé par Hermann Niehoff.

- Hermann Niehoff : arrive à Breslau le 5 mars, jusqu'au 6 mai 1945

## Forces en présence
Côté allemand : 50 000 hommes
- 599 Landesschützen-Bataillon
- Un bataillon de forteresse
- Les 6 batteries de forteresse no 3048, 3049, 3075, 3076, 3081 et 3082
- 26 bataillons de Volkssturm (15 000 hommes), 2 bataillons de Hitlerjugend, 10 bataillons de travail
- 269. Volks-Grenadiere-Division
- 17. Infanterie-Division
- SS.Festung-Grenadier-Regiment Besslein
- Le "Panzerzug"Pörsel, train blindé, composé de quatre canons antiaériens de 88 mm, un quadruple 20 mm, 2 mitrailleuses lourdes

Côté soviétique : 70 000 hommes

5e et 6e armée de la garde avec les
- 184e, 219e, 273e, 294e, 309e et 359e divisions de fusiliers

## Mise en défense de la ville
Déclarée forteresse par Hitler en août 1944, la ville de Breslau est alors transformée par la Heer, les Volkssturm et des travailleurs forcés en un camp retranché par des travaux qui rasent une partie de la ville et ajoutent un camp d'aviation en son centre sur la Kaiserstasse ; dans ce camp retranché, Schörner et Hanke livrent une chasse aux déserteurs et aux soldats débandés. Dans un deuxième temps, un régiment des Jeunesses hitlériennes et le régiment SS de forteresse 1 Besslein renforcent les troupes présentes.
Des postes de tirs et des réseaux de barbelés, correctement pensés, sont érigés à la hâte. Lorsque la menace soviétique se fait plus pressante, le système ferroviaire participe à la défense : la gare de triage est transformé en un gigantesque labyrinthe avec les wagons stationnés que les défenseurs couchent sur les voies, tandis qu'un train blindé est assemblé, composé de canons de 88 mm, de tubes de 20 mm et de 37 mm, et est utilisé tout le long du front.

## Le début du siège
Le siège est dirigé du côté soviétique par le maréchal Ivan Koniev qui commande la 6e armée soviétique et le 1er front ukrainien. Les combats sont acharnés : la ville a été bombardée constamment par l'aviation et l'artillerie soviétiques, les troupes allemandes étant décidées à se battre jusqu'au bout. Le 15 février, l'encerclement est complet.
Plusieurs offensives de dégagement sont lancées, dont une le 15 février, qui échoue après l'ouverture d'un corridor pendant quelques heures. Désormais les troupes encerclées doivent se battre seules. La ville est coupée du reste du Reich mais une liaison radio est assurée et un pont aérien de Junkers Ju 52 assure l'approvisionnement. Le 25 février, à la faveur de l'arrêt des opérations soviétiques en Silésie, l'OKH ordonne à Schörner, commandant le groupe d'armées Centre opérant en Silésie, de briser l'encerclement de la ville. Il organise alors la reconquête de la petite ville stratégique de Lauban, située sur la ligne de chemin de fer moderne Dresde-Breslau, indispensable à l'approvisionnement des unités chargées de dégager la ville encerclée. L'offensive, baptisée Opération Gemse, menée sur un front de 40 km aboutit à un succès local, un « coup d'épingle tactique », illustrant les capacités tactiques de la Wehrmacht à ce stade du conflit, mais montrant surtout les limites de l'Ostheer en voie de dissolution.
Dans la ville, un semblant de vie est maintenu, avec des représentations théâtrales et la poursuite de l'activité de la manufacture de tabac. Les troupes allemandes utilisent ingénieusement leurs maigres forces avec l'emploi d'un train blindé et d'un stock de torpilles. Propulsées sur des châssis de tramway, elles font forte impression chez les Soviétiques qui décident de produire leur propre variante de torpille.
Du 28 février au 5 mars, le III./Fallschirmjäger-Regiment 26 du Hauptmann Herbert Trotz et le II./Fallschirmjäger-Regiment "Schacht" du Hauptmann Skau sautent sur le terrain de Gandau. Ces précieux renforts arrivent à point nommé car les Soviétiques lancent un violent assaut sur le sud de la ville le 6 mars. Une école faite en béton devient le point névralgique de la défense. Elle ne cède qu'après de furieux assauts avec des lance-flammes. Les combats se déplacent jusqu'à l'église du Christ Roi où les 218e et 309e divisions de fusiliers russes piétinent face à la résolution des défenseurs composés de 40 hommes armés de 2 mitrailleuses lourdes, 4 mitrailleuses légères et de Panzerfaust. L'église n'est prise que dans la nuit du 12 au 13 mars après que des sapeurs aient déposé 450 kg d'explosifs.

## La lente progression
Le 19 mars, les Soviétiques se lancent à l'assaut de l'aérodrome de Gandau. La résistance s'effondre le 1er avril après 30 minutes de bombardement aérien et l'assaut de la 259e division de fusiliers et de la 294e appuyées par des blindés. Le train blindé qui assure une partie de la défense perd un tiers de son équipage au cours de l'affrontement et doit décrocher pour être réparé. La chute de l’aérodrome signifie que les Allemands ne seront plus ravitaillés que par des parachutages de nuit pour éviter d'être pris à partie par la chasse et la DCA soviétiques. Après avoir nettoyé plusieurs poches de résistance, comme l'usine Linke Hoffmann, qui tombe au bout de trois jours, les Soviétiques repartent à l'assaut avec l'intention de percer à l'ouest de Breslau. Le 18 avril, une attaque de blindés manque de réussir dans le secteur de Gnesener Strasse tenue par des Volkssturmmänner. L'intervention de 3 Sturmgeschütze et d'un Panzer IV à canon long rétablit la situation en détruisant 13 chars ennemis. Le chef de cette action, Hartmann, est récompensé par la croix de chevalier de la croix de fer le 30 avril. À la fin de la bataille, la ville n'est plus qu'un amas de ruines. Fin avril, les assauts d'infanterie se font beaucoup moins nombreux car les Soviétiques savent la fin de la guerre proche. Des barrages d'artillerie et des largages de tracts sommant les soldats allemands de rendre les armes ponctuent cette fin du siège.

## Fin du siège et conséquences

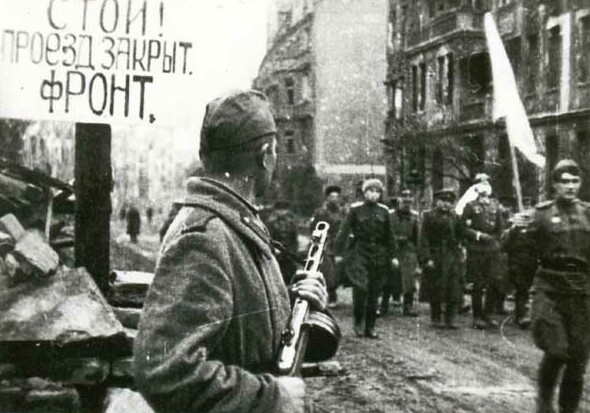
Reddition de la garnison allemande, le 6 mai 1945

Entre-temps, l'OKW concède au commandant de la place Niehoff de tenter une percée vers l'ouest pour échapper à la capture. Il ne reçut jamais le message radio. Apprenant la reddition de Berlin le 2 mai, le général Niehoff demande au Generalfeldmarschall Schörner s'il peut se rendre. Celui-ci lui répond qu'il doit tenir jusqu'à la dernière cartouche comme le souhaitait le Führer. Apprenant cela, des membres de la communauté religieuse protestante supplient Niehoff de cesser ce combat sans espoir. Il accepte car sans ravitaillement, une garnison réduite de moitié et sans munition, il ne souhaite pas condamner le reste de ses hommes. Le 4 mai, il fait savoir aux Soviétiques son désir d'en finir avec les combats qui durent depuis presque 3 mois. Pendant la nuit, les Soviétiques tentent d'infiltrer des membres du comité du Frei Deutschland mais se font refouler au prix de dix des leurs. Les négociations se prolongent jusque dans la nuit du 5 mai. Le 6 mai à 14h, après 79 jours de siège, la garnison allemande se rend aux Soviétiques. Le Gauleiter Karl Hanke s'échappe à bord d'un Fieseler Storch sur une piste qu'il a fait bâtir à cet effet. Des sources indiquent qu'il se serait fait tuer par des partisans tchécoslovaques en 8 juin 1945 à Nová Ves (district de Louny)/(Neudorf).
Les pertes allemandes s'élèvent à 6 000 tués, 23 000 blessés (plus 20 000 civils tués) tandis que les pertes soviétiques s'élèvent à 60 000 tués et blessés.
Au total, 44 000 soldats allemands ont été faits prisonniers par l'Armée rouge, peu rentreront.

## Impact sur le déroulement du conflit
Certes, le maintien du contrôle allemand sur la ville rend plus compliqué l'approvisionnement des unités soviétiques engagées plus au nord, face à Berlin, mais le rôle de la ville comme nœud ferroviaire est à relativiser puisqu'il ne bloque pas le ravitaillement des unités soviétiques engagées plus à l'Ouest.
Cependant, la propagande allemande assigne à la ville encerclée une importance stratégique, la ville se couvrant de slogans nazis appelant au combat pour la victoire, et à partir de la seconde moitié du mois de février, le général allemand Ferdinand Schörner reçoit pour ordre de lancer une offensive de dégagement de la ville encerclée, à partir de Lauban.